# Немча (Курская область)
Немча — село в Большесолдатском районе Курской области. Входит в Нижнегридинский сельсовет.

## География
Село находится на реке Немча, в 51 километрах к юго-западу от Курска, в 15 километрах к юго-западу от районного центра — села Большое Солдатское, в 1,5 км от центра сельсовета – Нижнее Гридино.
Улицы
В селе расположены следующие улицы: Малаховка (22 дома), Власовка (26 домов), Заречная (19 домов), Горка (8 домов), Поповка (16 домов), Центральная (7 домов).
Климат
Село, как и весь район, расположена в поясе умеренно континентального климата с тёплым летом и относительно тёплой зимой (Dfb в классификации Кёппена).

## Население
| 2002 | 2010 |
| ---- | ---- |
| 291  | ↘220 |

## Транспорт
Немча находится в 7,5 км от автодороги регионального значения 38К-004 (Дьяконово — Суджа — граница с Украиной), на автодороге межмуниципального значения 38Н-079 (38К-004 – Нижнее Гридино – Сула), в 29 км от ближайшего ж/д остановочного пункта 439 км (линия Льгов I — Курск).